# 希氏齒鰩
希氏齒鰩（學名：Dentiraja healdi），為軟骨魚綱鰩目鰩科齒鰩屬的一種，分布於東印度洋澳洲西北部海域，深度304至520公尺，本魚盤相對較寬，頂端呈窄圓形至有棱角，第一背鰭高為基長的1.6-2.4倍，從第一背鰭起點到尾尖的距離為第一背鰭基長的2.8-3.2倍，尾鰭長的2.2-3.2倍，腹鰭中等，成年雄魚後葉長度為體長的17–18%，前葉長度為後葉的69–74%，成魚鰭足延長為體長的27–28%，與腹鰭內緣相連盤，雄魚的尾部通常有一排刺，雌魚有1-2對發育不一的側排刺，上顎齒列34-40，背部為淡黃褐色，中央為灰色，外盤和尾部顏色較淺，鰓膜帶白色，與相鄰的腹頭有明顯的界線，腹側感覺孔小，明顯，黑邊，有時被小的暗色斑點包圍，體長可達58.7公分，棲息在大陸坡上層海域，為底棲性魚類，肉食性，卵生，生活習性不明。